# Università femminile di Ewha
L'Università femminile di Ewha (이화여자대학교?, 梨花女子大學校?, Ihwa yeoja daehakgyoLR) è un'istituzione universitaria femminile privata, fondata a Seul nel 1886 sotto l'imperatore Gojong dalla missionaria metodista statunitense Mary F. Scranton. È la prima università fondata in Corea del Sud. Attualmente, Ewha è il più grande istituto di istruzione femminile al mondo ed è una delle più prestigiose università sudcoreane. La Ewha è l'unica università sudcoreana ad entrare nel programma di scambio studentesco noto come Harvard College in Asia Program (HCAP) e nella Ewha-Harvard Summer School Program.

## Architettura
Il nuovo campus dell’università di Ewha è stato completato nel 2008 sul progetto dell'architetto francese Dominique Perrault.